# Compsosoma mniszechii
Compsosoma mniszechii là một loài bọ cánh cứng trong họ Cerambycidae.